# Kälarne
Kälarne is een plaats in de gemeente Bräcke in het landschap Jämtland en de provincie Jämtlands län in Zweden. De plaats heeft 492 inwoners (2005) en een oppervlakte van 144 hectare. De plaats ligt aan het meer Ansjön.

## Verkeer en vervoer
Bij de plaats lopen de Länsväg 320 en Länsväg 323.
De plaats heeft een station aan de spoorlijn Boden - Bräcke.